# 명나라와 타이족
명나라는 국경 동남부의 윈난성에 거주하는 타이족들을 지배하였다. 명나라 시대에 윈난성은 지금의 태국, 라오스, 미얀마, 베트남과 국경을 접하고 있었다. 이 과정에서, 명나라 조정은 인구 밀도가 희박하고 한족들이 많이 살고 있지 않은 윈난성 남부에 사람들을 이주시키고 세금과 군필을 걷으려 하였다. 명실록에는 명나라가 윈난성에 취한 군사적 조치들과 함께, 명나라가 윈난성 남부에 실시한 행정 조치들도 함께 기록되어 있다.

## 첫 접촉
명나라 조정과 윈난성 간의 첫 접촉은 1396년에 '의례적인 서한'을 통하여 이루어졌다. 아래의 글은 그 서한의 내용이다.
"선조들의 시대 이래, 천하를 통치하는 천자들은 하늘 아래 모든 땅을 굽어보았으며, 땅 위에 있는 모든 곳들, 일월이 빛나는 모든 곳들을 살피었다. 그 곳이 멀든 가깝든, 그 곳에 사는 백성들이 어떤 자들이든 간에 평화와 풍요를 갈구하지 않는 곳이 없었다. 중화가 평안히 다스려질 적에, 타국들이 이 앞에 경배하는 것은 당연한 일이었다.... 짐은 너희들이 워낙 먼 곳에 떨어져 살고 있기에, 너희들이 짐의 뜻을 듣지 못할 것이 심히 우려스럽다. 그러므로 짐은 너희에게 사절들을 보내 가르칠 것이며, 너희들이 이 모든 것들을 알게 할 것이니라."

## 통치 시도
원나라의 통치 하에서는 몽골족의 왕자들이 윈난성을 봉토로 삼아 다스렸다. 이들은 느슨한 행정 체계가 지역 군신들의 협조를 바탕으로 통치했고, 강력한 중앙집권식 체제를 이루지 못하였다. 명실록에 의하면 1371년에 사절들이 파견되었고, 1372년에는 유학자들이 윈난성이 중화의 질서 안에 편입될 것을 제안했다고 한다. 하지만 이 사절들은 대거 살해되었고, 1375년에 또 보내진 사절 또한 피살되었다. 이후 이러한 험악한 분위기가 윈난성과 명나라 중앙 정부 사이에서 계속되자, 결국 명나라 정부는 대군을 보내 이 곳을 진압하는 것으로 사건을 처리하였다.